# Venture Debt
Venture Debt (también conocido como Venture Loan, Deuda de crecimiento o Venture Lending) es una forma de financiación por deuda que se concede a startups existentes. Se trata generalmente de un préstamo bullet o una financiación con condiciones especiales, ofrecido por bancos especializados, instituciones financieras o fondos. Estos préstamos suelen estar destinados a financiar capital circulante o inversiones en activos duraderos como equipos o infraestructura.
A diferencia de los préstamos bancarios tradicionales, que se basan en flujos de caja positivos o garantías sustanciales, el venture debt está dirigido específicamente a empresas en fase de crecimiento que cuentan con el respaldo de capital riesgo (venture capital) y que a menudo aún no generan beneficios o no disponen de garantías significativas. El mayor riesgo para el prestamista se compensa mediante tasas de interés relativamente altas (entre un 8 % y un 20 % anual) y componentes adicionales de rentabilidad como los warrants (opciones para adquirir participaciones en la empresa).

## Dimensión del mercado y dinámica del sector
Normalmente, el venture debt se concede a startups más maduras, con tres o cuatro años en el mercado, que ya generan ingresos sólidos y cuentan con cierto nivel de solvencia.
En Estados Unidos, el venture debt suele considerarse un complemento al capital riesgo y representa generalmente entre un tercio y la mitad del capital invertido. Se estima que el mercado global de venture debt alcanza varios miles de millones de dólares al año.
El creciente interés por el venture debt en Europa ha sido favorecido, entre otras cosas, por el aumento en el número de startups financiadas con éxito y por la progresiva profesionalización de los actores del mercado.